# イージー・ラヴァー

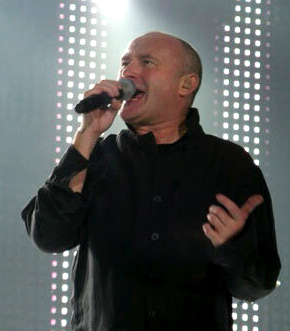
フィル・コリンズ

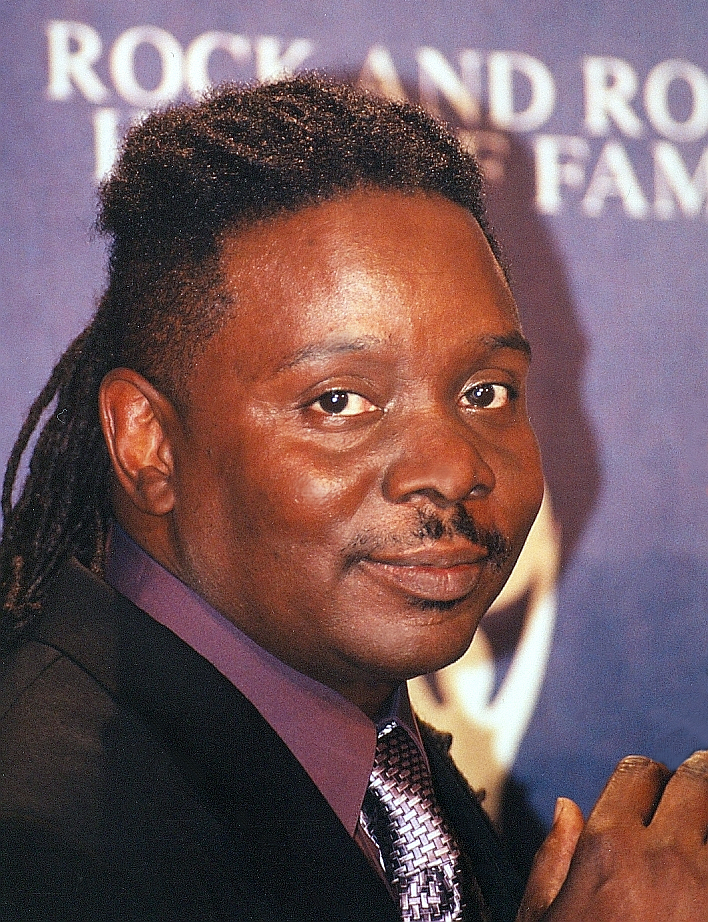
フィリップ・ベイリー

「イージー・ラヴァー」（Easy Lover）は、1984年にフィリップ・ベイリーとフィル・コリンズのデュエットにより発表された楽曲。

## 概要
作詞・作曲はベイリー、コリンズ、それにレコーディングでベースを担当したネイザン・イーストの3人による。フィリップ・ベイリー名義のアルバム『チャイニーズ・ウォール』（1984年）に収録され、シングル・カットされて大ヒットした。ジョン・ポトカーによるリミックス・ヴァージョンを収録した12インチ・シングルもリリースされている。
CBSソニーから発売された日本盤7インチ・シングルは、B面が「フォトジェニック・メモリー」に変更された。
この曲はフィル・コリンズのライヴでも歌われており、1990年に行われた「シリアス・ツアー」における歌唱はライヴ・アルバム『シリアス・ヒッツ…ライヴ!』（1990年）に収録された。

## 反響
アメリカではBillboard Hot 100で2位に達し、『ビルボード』のR&B／ヒップホップ・シングル・チャートでは3位、メインストリーム・ロック・チャートでは5位、アダルト・コンテンポラリー・チャートでは15位に達した。1985年3月にはRIAAによってゴールドディスクに認定されている。全英アルバムチャートでは4週にわたり1位を獲得した。
1985年度のMTV Video Music Awardsでは最優秀オーヴァーオール・パフォーマンス賞を受賞した。

## チャート

### 週間チャート
| チャート (1984–1985年)                     | 最高位 |
| ------------------------------------------ | ------ |
| オーストラリア (Kent Music Report)         | 74     |
| オーストリア (Ö3 Austria Top 40)           | 21     |
| ベルギー (Ultratop 50 Flanders)            | 4      |
| カナダ (RPM)                               | 1      |
| カナダ (The Record)                        | 1      |
| カナダ アダルト・コンテンポラリー (RPM)    | 16     |
| フィンランド (The Official Finnish Charts) | 5      |
| フランス (SNEP)                            | 14     |
| アイルランド (IRMA)                        | 1      |
| イタリア (Musica e dischi)                 | 21     |
| オランダ (Dutch Top 40)                    | 1      |
| オランダ (Single Top 100)                  | 2      |
| ニュージーランド (Recorded Music NZ)       | 2      |
| 南アフリカ (Springbok Radio)               | 6      |
| スペイン (AFYVE)                           | 11     |
| スウェーデン (Sverigetopplistan)           | 10     |
| スイス (Schweizer Hitparade)               | 8      |
| UK シングルス (OCC)                        | 1      |
| US Billboard Hot 100                       | 2      |
| US Adult Contemporary (Billboard)          | 15     |
| US Dance Club Songs (Billboard)            | 7      |
| US Top Rock Tracks (Billboard)             | 5      |
| US Hot Black Singles (Billboard)           | 3      |
| US Cash Box Top 100                        | 1      |
| 西ドイツ (GfK Entertainment charts)        | 5      |

### 年間チャート
| チャート (1985年)       | 順位 |
| ----------------------- | ---- |
| カナダ                  | 4    |
| ニュージーランド        | 42   |
| イギリス                | 12   |
| 全米 Billboard Hot 100  | 12   |
| 全米 キャッシュボックス | 7    |

## 他メディアでの使用例
「イージー・ラヴァー」は、2006年発売のゲームソフト『グランド・セフト・オート・バイスシティ・ストーリーズ』のサウンドトラックFlash FM(ラジオ局)で使用された。